# Timal (rappeur)
Pour les articles homonymes, voir Louis et Timal.
Timal, de son vrai nom Ruben Louis, né le 10 juillet 1997 à Saint-Denis, en Seine-Saint-Denis, est un rappeur et chanteur français originaire de Champs-sur-Marne, en Seine-et-Marne.

## Biographie
Ruben Louis naît le 10 juillet 1997 à Saint-Denis, en Seine-Saint-Denis, et grandit à Champs-sur-Marne, en Seine-et-Marne. Ses origines guadeloupéennes lui inspirent son nom de scène « Timal ».

### Débuts
En 2016, Timal commence à poster des titres inédits et divers freestyles sur la chaîne YouTube Daymolition ; chaîne qui offre de l'exposition aux jeunes rappeurs, et se fait connaître avec la série de freestyle « Rapport »[source insuffisante]. 

### Trop Chaud(2018-2020)
Le 27 avril 2018, Timal sort son premier album studio sous une version double album intitulé Trop chaud, lequel s'écoule à 10 446 exemplaires vendus au cours de sa première semaine d'exploitation. Un premier CD comprend l'album en lui-même, tandis que le second compile les freestyles qui l'ont fait connaître. Au mois de juillet 2018, l'album est certifié disque d'or, disque de platine en fin 2019[réf. nécessaire], puis double disque de platine en mars 2025.

### Caliente(2020-2021)
Le 28 février 2020, Timal sort son second album studio Caliente, avec la participation de Maes, Leto et PLK. Celui-ci est également certifié disque d’or le 9 juin 2020. Deux rééditions de Caliente voient le jour, la première, composée de 5 titres inédits, sort le 29 mai 2020, et la seconde, nommée Trop Caliente, est dévoilé le 16 octobre de la même année et comprend 12 titres inédits dont deux collaborations avec le rappeur SDM et la chanteuse Marwa Loud, ainsi qu'un remix du titre Ailleurs, en featuring avec Maes.

### Arès(depuis 2021)
Le 15 octobre 2021, Timal sort son troisième album studio intitulé Arès. Le projet est composé de 16 titres dont 3 collaborations avec Jul, Heuss l'Enfoiré et le rappeur espagnol Morad. En février 2022, Timal fait paraître le single Filtré en featuring avec le rappeur Gazo, lequel devient son premier titre à se positionner à la 1re place du Top Singles en France. En août 2022, le rappeur seine-et-marnais dévoile le single Caméléon en collaboration avec Booba.

## Affaire judiciaire

### Condamnation pour maltraitance animale
Le mardi 30 août 2022, il partage une vidéo Snapchat dans laquelle on le voit donner des coups de pied à la tête de son chien, un American Staffordshire Terrier, après que ce dernier a uriné sur le sol. Ces images sont dénoncées sur les réseaux sociaux et la Fondation 30 millions d'amis annonce un signalement effectué à la police ainsi qu'à la gendarmerie. Une plainte pour « maltraitance animale » est déposée par l'association qui demande aussi une « mise en sécurité de l’animal »,. À la suite de cela l'animal, ainsi que le deuxième chien du rappeur sont récupérés par l'association Action protection animale,. Le lendemain matin vers 9h30, des policiers l'interpellent à son domicile et le placent en garde à vue. Le 2 septembre 2022, le rappeur est condamné à une amende de 6 000 euros pour « acte de cruauté envers un animal domestique » ainsi qu'une interdiction de détenir des animaux pour une durée de 5 ans. L'association de protection des animaux de Marseille jugeant la condamnation « trop légère » n'écarte pas la possibilité de « porter plainte ou de faire appel de sa condamnation ».

## Discographie

### Singles
- 2016 : 1er rapport
- 2016 : 2e rapport
- 2016 : 3e rapport
- 2016 : Omar
- 2016 : La 1 (Freestyle)
- 2016 : 4e rapport
- 2016 : La 2 (Freestyle)
- 2017 : La 3 (Freestyle)
- 2017 : La 4 (Freestyle)
- 2017 : 5e rapport
- 2017 : La 5 (Freestyle)
- 2017 : Vatos  Platine
- 2017 : La 6
- 2017 : 6e rapport
- 2018 : La 7 (Freestyle Jack Dani)
- 2018 : La 8 (Chivas)
- 2018 : Arrivant
- 2018 : Dans la ville
- 2018 : La 9 (Ruinart)
- 2018 : Maria
- 2018 : Flics & Stups
- 2018 : La 10
- 2019 : Story
- 2019 : La 11
- 2019 : Cavaler
- 2019 : La 12
- 2020 : Routine
- 2020 : La 13
- 2020 : Gang
- 2021 : La 14
- 2021 : One Shot
- 2021 : Fuego
- 2022 : Filtré (feat. Gazo)  Diamant
- 2022 :  La 15 (GSXR)
- 2022 : Caméléon (feat. Booba)
- 2023 : Roly
- 2023 : 760
- 2023 : La 16
- 2024 : RR Phantom
- 2024 : La 17
- 2024 : Absent
- 2025 : 10 ans d'âge (feat. Leto & Gradur)
- 2025 : Pétard neuf

### Apparitions
- 2016 : Timal - 2e rapport (sur la compile Sauvage, volume 1)
- 2016 : Sofiane avec Timal & YL - Dis-moi où tu pécho (sur la mixtape #JesuispasséchezSo de Sofiane)
- 2018 : C.O.R - SixiemeOinj
- 2018 : YL - Pas pareil (sur la mixtape Nyx & Érèbe d'YL)
- 2019 : Badjer avec Boumso & Timal - Overdose (sur la mixtape O.D de Badjer)
- 2019 : Badjer - Trafiquante (sur la mixtape O.D de Badjer)
- 2019 : PLK - Toute l’année (sur la mixtape Mental de PLK)
- 2019 : Boumso - Nuit
- 2020 : Kaza - La vie de rêve (sur l'album Heartbreak life de Kaza)
- 2020 : La Malfrappe - Dans ma folie
- 2020 : Benab - RS3 (sur l'album Au clair de la rue de Benab)
- 2020 : Bramsito - Solo (sur l'album Losa de Bramsito)
- 2020 : Momsii - Tard la night (sur la mixtape Dans le SAS de Momsii)
- 2020 : RK feat. Alonzo & Timal - Billie Jean (Remix) (sur l'album Neverland de RK)
- 2020 : Timal - Tir du Brazil (sur la mixtape Carbozo, volume 1 par le label Carbozo Entertainment)
- 2021 : Boumso - Danger (sur la mixtape Train2Vie de Boumso)
- 2021 : Timal - Cramé (sur la bande original par Kore pour le film En passant pécho)
- 2021 : Jahyanai - Whine it (sur l'album Tsunami de Jahyanai)
- 2021 : Timal - Bresom (sur la compile Art de Rue)
- 2021 : Benab avec Kofs & Timal - RS4 (sur l'album Au clair de la rue de Benab)
- 2021 : ISK - Laisse tomber (sur l'album Racines d'ISK)
- 2022 : Rimkus - Dans la city (sur la mixtape Boîte Noire de Rimkus)
- 2023 : Benab - RS5 (sur l'album Drapeau Blanc de Benab)
- 2024 : Sasso - Bandito (sur la mixtape Vice City)